# Johan Remen Evensen
Johan Remen Evensen, né le 16 septembre 1985 à Alsvåg, est un sauteur à ski norvégien.

## Parcours sportif
Il commence sa carrière de haut niveau en 2007 en participant à des épreuves de la FIS et de la Coupe continentale. Durant la saison 2008-2009, il fait ses débuts en Coupe du monde à Trondheim où il prend la dixième place, puis monte sur son premier podium la semaine suivante à Pragelato (3e place).
En février 2010, il prend part à ses premiers et seuls Jeux olympiques à Vancouver, remportant la médaille de bronze par équipe et terminant quinzième en individuel sur le grand tremplin.
Le 11 février 2011, il devient le détenteur du record du monde de longueur en saut à ski avec 246,5 mètres réalisés lors de la qualification de l'épreuve de Coupe du monde de Vikersund en Norvège qu'il remporte. Il a également réalisé le deuxième plus long saut de l'histoire de l'époque, avec un vol à 243 mètres effectué le même jour lors des entraînements. Ce record a été battu depuis par Anders Fannemel en 2015, qui sauta 251,5 mètres.
Il annonce sa retraite le 20 février 2012.

## Palmarès

### Jeux olympiques
| Épreuve / Édition | Vancouver 2010 |
| Grand tremplin    | 15e            |
| Par équipes       | Bronze         |

### Championnats du monde
| Épreuve / Édition | Liberec 2009 | Oslo 2011 |
| Petit tremplin    | 27e          | 46e       |
| Grand tremplin    | 30e          | 14e       |
| Par équipes       | Argent       | Argent    |

### Championnats du monde de vol à ski
| Épreuve / Édition | Planica 2010 |
| Individuel        | 18e          |
| Par équipes       | Argent       |

### Coupe du monde

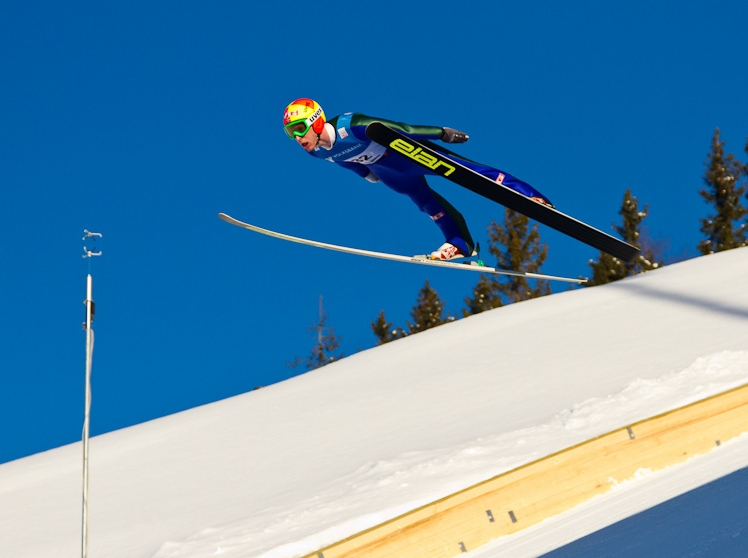
Johan Remen Evensen à Vikersund en 2011.

- Meilleur classement général : 11e en 2011.
- Classement général année par année : 20e en 2009, 18e en 2010, 11e en 2011 et 40e en 2012.
- 11 podiums : 
  - 6 podiums en épreuve individuelle dont 1 victoire.
  - 5 podiums en épreuve par équipe dont 1 victoire.

 Dernière mise à jour le 27 mars 2011 

#### Victoire individuelle
| Année | Lieu                |
| 2011  | Vikersund (Norvège) |